# Јоана Парвулеску
Јоана Парвулеску (Брашов, 10. јануар 1960) румунски је књижевник, преводилац, универзитетски професор и публициста. Рођена је у Брашову и студирала је на Универзитету у Букурешту. Дипломирала је 1983. и завршила докторат из књижевности 1999. године. Предаје савремену књижевност на истом универзитету.
Радила је у књижевном часопису România literară и преводила дела Мориса Надоа, Ангелуса Силезиуса и Рајнера Марије Рилкеа. Чланица је Савеза румунских писаца. Добитница је награде Европске уније за књижевност за књигу Живот почиње у петак (рум. Viaţa începe vineri).

### Збире
- Lenevind într-un ochi (poezie), Ed. Eminescu, București, 1990
- Alfabetul doamnelor (critică literară), Ed. Crater, București, 1999
- Prejudecăți literare (teorie și critică literară), Ed. Univers, „Excellens”, București, 1999
- Întoarcere în Bucureștiul interbelic (eseu), Ed. Humanitas, București, 2003 [5][6][7][8][9]
- În intimitatea secolului 19, Ed. Humanitas, București, 2005 [10][11]
- În țara Miticilor. De șapte ori Caragiale, Ed. Humanitas, București, 2007 [12][13]
- Întoarcere în secolul 21, Ed. Humanitas, București, 2009
- Viața începe vineri (roman), Ed. Humanitas, 2009 [14][15][16][17][18]
- Cartea întrebărilor, Ed. Humanitas, București, 2010
- Lumea ca ziar. A patra putere: Caragiale, Ed. Humanitas, Bucuresti, 2011 [19][20]
- Viitorul începe luni (roman), Ed. Humanitas, Bucuresti, 2012 [21][22][23][24]
- Cum continuă povestea, poezie. Ed. Humanitas, București, 2014
- Inocenții, roman, Ed. Humanitas, București, 2016
- Dialoguri secrete, Ed. Humanitas, București, 2018

### Проза у збиркама
- Un pariu la Paris, în volumul Povești de dragoste la prima vedere, Ed. Humanitas 2008
- Prima carte cu secret, în volumul Care-i faza cu cititul, Ed. Art, 2010
- Dorința, în volumul Cui i-e frică de computer?, Ed. Arthur 2013
- Nu știu să mint și Necunoscuta, în volumul Uite cine vorbește, Ed. Arthur 2016
- România redusă la scară. La scara trenului, în volumul Cum să fii fericit în România, Ed. Humanitas 2017
- Prietenul meu, în manualul de literatură română pentru clasa a VI-a, Ed. Art, 2017

### Радови преведени на стране језике
- La vie commence vendredi, ediție de Odile Serre și traducere în limba franceză de Marily Le Nir, Paris, 2016.
- Life begins on Friday, traducere în limba engleză de Alistair Ian Blyth, Londra, 2016.

### Сабрана дела и антологије
- De ce te iubesc. Paradoxurile iubirii în poezia lumii, antologie, Ed. Humanitas, București, 2006
- Intelectuali la cratiță. Amintiri culinare și 50 de rețete - Ed. Humanitas, 2012; [25][26]
- Și eu am trăit în comunism, Ed. Humanitas, 2015;

### Преводи на румунски језик
- Angelus Silesius - Cherubinicher Wandersmann / Călătorul heruvimic, poezie, ediție bilingvă, Ed. Humanitas, București, 1999, cu aparat critic de specialitate, 168 p. (din germană)
- Maurice Nadeau - Să fie binecuvântați (memorii), Ed. EST, București, 2002, 576 p. (din franceză)
- Laurent Seksik - Consultația (2007),
- Rainer Maria Rilke - Îngerul păzitor (2007),
- R. Goscinny, A. Uderzo - Asterix, viteazul gal (2017), Cosorul de aur (2018),
- Milan Kundera - Sărbătoarea neînsemnătății (2014).
- Antoine de Saint-Exupéry - Micul prinț (2015)

## Галерија
- Јоана Парвулеску 2011. године
- Јоана Парвулеску на Фестивалу Алтантида - Lieu unique у Нанту, у марту 2017. године